# Emblema della Nuova Caledonia
L'emblema della Nuova Caledonia consiste di diversi elementi: la maggior parte del simbolo è composta da una conchiglia di nautilus; alle spalle di questa vi sono un flèche faîtière, che è il totem simbolo della cultura kanak, e un pino colonna. Nella parte inferiore vi sono due onde stilizzate.